# Старое Курово
Старое Курово (карел. Vanha Kuurova) — деревня в Вышневолоцком городском округе Тверской области.

## География
Находится в центральной части Тверской области на расстоянии приблизительно 33 км по прямой на восток от города Вышний Волочёк.

## История
Была отмечена как Курова еще на карте 1825 года. В 1859 году здесь (сельцо Вышневолоцкого уезда) был учтен 31 двор. До 2019 года входила в состав ныне упразднённого Овсищенского сельского поселения Вышневолоцкого муниципального района.

## Население
Численность населения составляла 246 человек (1859 год), 79 (русские 93 %, карелы 6 %) в 2002 году, 43 в 2010.